# Nouzerines
Nouzerines ist eine Gemeinde in Frankreich. Sie gehört zur Region Nouvelle-Aquitaine, zum Département Creuse, zum Arrondissement Aubusson und zum Kanton Boussac. Sie grenzt im Nordwesten an Tercillat und Vigoulant (Berührungspunkt), im Norden an Vijon, im Osten an Bussière-Saint-Georges, im Südosten an Malleret-Boussac und im Südwesten an Bétête.

## Bevölkerungsentwicklung
| Jahr      | 1962 | 1968 | 1975 | 1982 | 1990 | 1999 | 2008 | 2018 |
| --------- | ---- | ---- | ---- | ---- | ---- | ---- | ---- | ---- |
| Einwohner | 607  | 529  | 437  | 340  | 277  | 261  | 252  | 244  |

## Sehenswürdigkeiten
- romanische Kirche Saint Clair, erbaut im 11. und 12. Jahrhundert